# Gizzeria
Gizzeria község (comune) Olaszország Calabria régiójában, Catanzaro megyében.

## Fekvése
A megye északnyugati részén fekszik, a Tirrén-tenger partján. Határai: Falerna és Lamezia Terme.

## Története
A települést 1450 körül alapították Calabriában megtelepedő albánok, akiket a törökök űztek el országukból.

## Népessége
A népesség számának alakulása:

## Főbb látnivalói
- Santa Maria Assunta-templom
- Santa Maria degli Angeli-templom
- San Giovanni Battista-templom